# Henri Molinié
Jean-Baptiste Henri Sylvain Louis Molinié (* 26. März 1882 in Lima; † 1918 in Ménil-la-Tour) war ein französischer Leichtathlet.
Bei den französischen Meisterschaften wurde er 1904 Zweiter im Hochsprung, 1905 Zweiter im 110-Meter-Hürdenlauf und Meister im Hochsprung, und 1907 wurde er als bester Franzose Zweiter über 110 m Hürden.
Bei den Olympischen Zwischenspielen 1906 in Athen wurde er Fünfter über 110 m Hürden. Im Hochsprung kam er nicht unter die ersten acht.
Henri Molinié startete für den Verein Stade Bordelais.